# Décret linguistique de 1850

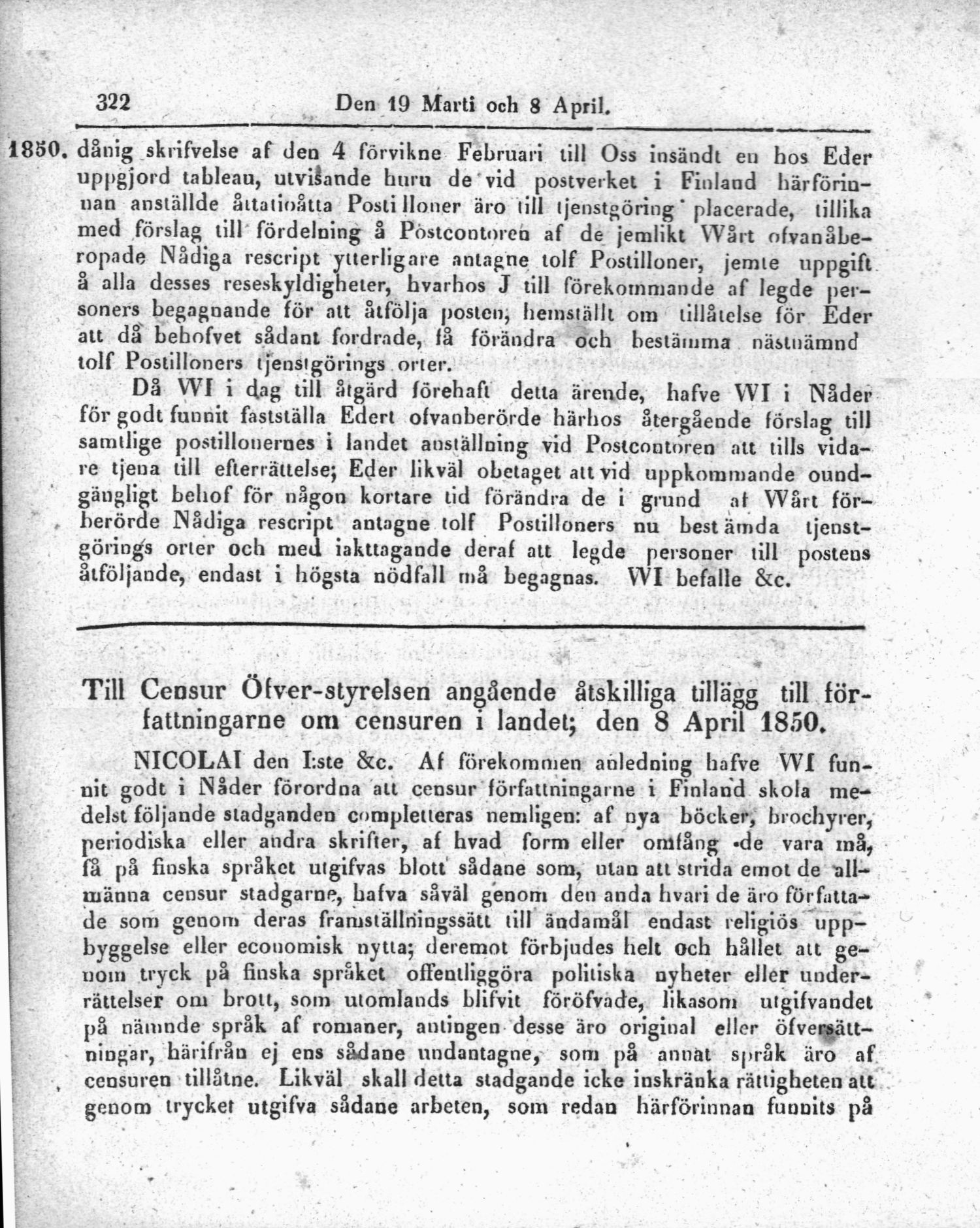
Première page du Décret linguistique de 1850.

Le décret linguistique de 1850 (finnois : Kieliasetus), suédois : Nådig Förordning till Censur-Öfver-styrelsen angående åtskilliga tillägg till författningarne om censuren i landet) est une loi de censure édictée le 8 avril 1850 par lequel on essaiera d’empêcher la propagation du printemps des peuples de 1848 au Grand-duché de Finlande.
La loi interdit presque toute édition en langue finnoise. La loi sera abrogée en 1860.